# Deltochilum brasiliense
Deltochilum brasiliense är en skalbaggsart som beskrevs av François Louis Nompar de Caumont de Laporte 1840. Deltochilum brasiliense ingår i släktet Deltochilum och familjen bladhorningar. Inga underarter finns listade i Catalogue of Life.